# Fotopolímer

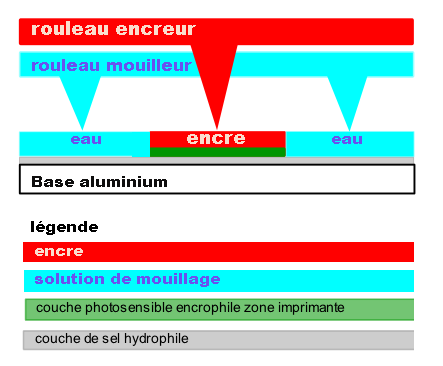
Placa òfset utilitzant un fotopolímer (verd)

Un fotopolímer és una substància sintètica que experimenta una transformació molecular (polimerització, reticulació o despolimerització) per l'acció de la llum, sovint ultraviolada, formant una diferenciació física entre les parts exposades i no exposades.
S'utilitza per a la fabricació de formes en impressió, en prototipatge ràpid (per a l'estereolitografia i impressió 3D) i en odontologia.